# 师出名门
《师出名门》（英語：I Court You）是2020年马来西亚华语律政剧，八度空间原创强档作品。庄惟翔、林绿、李伟燊、谢承伟、张熙恩、林佩琦、吴胤婷、萧丽玲、小玉、吕爱琼、叶俊岑、陈意遐领衔主演。此剧为2020年八度空间年中重头剧。 
此剧于2020年5月4日起首播，每周一至周四晚上9:30分播出，共30集。网络平台Youtube与Tonton同步播出。此剧的制作单位是新传媒（马来西亚）有限公司。

## 播出时间
以下时间以当地时间（马来西亚时间）为准。

### 首播
| 频道/影音 | 所在地   | 播出日期               | 播出时间                                               |
| --------- | -------- | ---------------------- | ------------------------------------------------------ |
| 八度空间  | 马来西亚 | 2020年5月4日 — 6月23日 | 每逢星期一至四 9:30－10:30pm 从6月8日起，10:00-11:00pm |
| Tonton    | 马来西亚 | 2022年12月1日          | 更新一集，重温节目                                     |

### 重播
| 频道/影音 | 所在地   | 播出日期                     | 播出时间               |
| --------- | -------- | ---------------------------- | ---------------------- |
| 八度空间  | 马来西亚 | 2021年9月19日 — 2022年1月1日 | 每逢周末 9:30－10:30am |

## 故事概要
此剧以律师为题材，故事讲述毒舌律师萧正宇（Jeffrey 庄惟翔饰）得罪人多，终被前东家扫地出门。立志要卷土重来的他略施小计把泌尿科医生许仁广的诊室占为己有，也因此收了初出茅庐的唐温馨（Lynn 林绿饰）当门徒。热血正直的温馨和狡猾市侩的正宇因价值观和处事方法各异而屡屡火星撞地球，却也在联手处理不同的民生个案中不经意影响着对方。曾遭受爱人出卖的正宇从温馨身上看到过去的影子，逐渐找回早被自己抛弃的理想和原则，后来两人因故交恶，彼此分道扬镳。

资深律师方鸣杰（Rickman 谢承伟饰）离开知名律所后自立门户，邀温馨加入成为合作伙伴，两人也因而渐生暧昧情愫。期间温馨屡次遭受打击，处事作风也逐渐变得冷酷无情。另一方面正宇再次和昔日爱人柯文敏在法庭上交锋，文敏为了胜诉屡次迫害正宇。得知昔日恩师正宇有麻烦后温馨不计前嫌回巢助他一臂之力。然而此时的温馨已有所变，手段甚至比过去的正宇更极端。正宇又将如何自处？

## 演員列表

### 主要演員
| 演员   | 角色   | 介绍 |
| 庄惟翔 | 萧正宇 | 萧正宇 毒舌律师 杨氏集团前律师 唐温馨之师父/上司 Amanda之前夫 甜甜之父亲 方鸣杰之前同事 唐彩烨之代表律师 简曼如之前朋友 Rachel之前代表律师 Edward & Co.之员工 顾美芳之恶毒律师 于第1集向Edward & Co.辞职 于第20集被警官与逮铺和出狱 于第30集被判入狱和7年前出狱 |
| 林绿   | 唐温馨 | 唐温馨 实习律师 萧正宇之门徒，后于第27集被萧正宇和她一起安排假扮师徒决裂的戏码，让她去跟随顾美芳，目的就是为了要引顾美芳上钩 方鸣杰之门徒，后于第26集决裂 唐彩烨之女儿 刘大宝在感情线 许慧娴之表姐也是情敌，与其反目后和好                                      |
| 谢承伟 | 方鸣杰 | 方鸣杰 资深律师 萧正宇之前同事 谢泽辉之代表律师 Edward & Co.之积极员工 于第18集向Edward & Co.辞职 |

### 其他演员
| 演员   | 角色          | 介绍 |
| 陈沛江 | 李国栋        | 李老板 Edward & Co.之老板 柔安之女儿 谢泽辉之代表律师 于第25集恶毒律师顾美芳被法庭审被判人狱 |
| 庄群施 | Miki          | Miki 萧正宇之代表律师 唐温馨之帮助律师 |
| 李伟燊 | 刘大宝        | 刘大宝 许慧娴之男友 唐温馨在感情线 与第4集陈震聪的杀人案被抓铺行动 于第7集法官的监狱出狱 与第17集被爬山失棕案右脚骨折 于第29集游念辉的绑架案全部被送去人狱 于第30集全部一家人已经出狱被印尼警察游念辉被抓去关和萧正宇被人狱                                 |
| 萧丽玲 | 许慧娴        | 许慧娴 刘大宝之女友 唐温馨之表妹也是情敌，与其反目后和好 于第18集被父母被刘大宝好朋友 于第19集慧娴被知晓得乳癌，被刘大宝拒绝 于第22集慧娴的乳癌与出院 于第29集游念辉的绑架案全部被送去人狱 于第30集全部一家人已经出狱被印尼警察游念辉被抓去关和萧正宇被人狱 |
| 陈贵川 | 王阿福        | 福叔 唐温馨之叔叔 于第29集游念辉的绑架案全部被送去人狱 于第30集全部一家人已经出狱被印尼警察游念辉被抓去关和萧正宇被人狱 |
| 陈意遐 | 唐嘉珍        | 唐嘉珍 唐温馨之阿姨 许慧娴之母亲 刘大宝被杀人凶手被拒绝 于第29集游念辉的绑架案全部被送去人狱 于第30集全部一家人已经出狱被印尼警察游念辉被抓去关和萧正宇被人狱                                                                                               |
| 吴少明 | 许仁广        | 许医师 许仁广泌尿专科医师 |
| 徐健顺 | 帮厨金毛      | 金毛 酒楼之帮厨师 与第24集已警管收铺行动被假牛奶粉名牌 |
| 张水发 | 叶知秋        | 叶师傅 酒楼之师傅 帮助的老人院 |
| 张熙恩 | 罗晓东        | 晓东 Lucky之主人 Lucky之看管 |
| 林佩琦 | 简曼如        | 简曼如 酒楼的啤酒妹 萧正宇之前女朋友 于第13集被萧正宇殴打酒瓶头受伤 于第20集被警官与逮铺 于第30集10年前出狱 |
| 吴胤婷 | 李柔安        | 李律师 Edward & Co.之员工 现任律师 柔安之父亲 方鸣杰之前同事 |
| 小玉   | Amanda        | Amanda 萧正宇之前妻 甜甜之母亲 于第1集萧正宇和Amanda离婚 于第2集Stanley Leong被殴打被警察抓去关和出狱 于第9集Stephen跟父母出去走走 于第18集Stephen跟她Amanda的求婚 于第19集Stephen跟她Amanda和女儿已经出国好好萧正宇工作                                    |
| 林安亚 | 萧甜甜        | 甜甜 Amanda和萧正宇之父母 于第8集萧正宇骂Amanda因为被甜甜带走 被拉小提琴音痴因为被萧正宇和Amanda警告一次 于第9集Stephen跟父母出去走走 于第19集Stephen跟她Amanda和女儿已经出国好好萧正宇工作                                                                 |
| 陈汶桦 | Stephen       | Stephen Amanda之夫妻 于第9集Stephen与Amanda和甜甜出去走走 于第17集被Amanda一以分手被拒绝 于第18集Stephen跟她Amanda的求婚 于第19集Stephen跟她Amanda和女儿已经出国好好萧正宇工作                                                                              |
| 苏凤珍 | 邵夫人        | 邵夫人 甜甜的客户 |
| 萧依婷 | Debra         | 姚太太 Amanda之母亲 |
| 甘家旗 | 姚先生        | 姚先生 Amanda之父亲 |
| 周柔美 | Rachel        | Rachel 客户 顾美芳之恶毒律师 |
| 童欣   | 顾美芳        | Michelle 恶毒律师 Rachel帮助律师 于第30集两位警察被送去被判入狱 |
| 蔡子   | Patrick       | Patrick Michelle之客户 |
| 李威廷 | Stanley Leong | 梁律师 现任律师 Amanda之前朋友 于第2集Stanley Leong与被法律诈骗案警官被抓铺人狱 |
| 高嘉勇 | 张克          | 张警官 警察局 |
| 黄亮杰 | 猛男1         | 猛男1 萧正宇的帮手 |
| 蔡洁豪 | 猛男2         | 猛男2 萧正宇的帮手 |
| 张汶爵 | 猛男3         | 猛男3 萧正宇的帮手 |
| 蔡炜祥 | 周天虎        | 天虎 萧正宇之好友 |
| 谢志顺 | 壁虎哥        | 壁虎哥 萧正宇之流氓好友 |
| 黄毓财 | 潘文隆        | 潘文隆 Jenny之父亲 与第7集杀人案被警官请自首人狱 |
| 郑丽萍 | 潘珍妮        | Jenny 潘文隆之女儿 |
| 潘振南 | 陈震聪        | 陈震聪 办公楼 与第5集殴打杀人的头进人院 与第7集潘珍妮发现被警官停手 |
| 邓和利 | 罗志发        | 罗先生 客人 |
| 陈立扬 | 游念辉        | 游念辉 唐彩烨之前夫 刘大宝之朋友 唐温馨之前女儿 与第19集上报纸被出国在诈骗集团 于第25集被送去抓警察局狙铺行动 与第28集被刘大宝殴打欺骗唐温馨的偷情 于第29集游念辉的绑架案被送去人院 于第30日被印尼警察被逮捕行动                                            |
| 谭嘉豪 | 许澄业        | 阿业 刘大宝之朋友 于第2集两年前流氓被杀死许澄业被死亡 |
| 温慧茵 | 柯文敏        | 柯律师 证人律师 萧正宇之前律师 |
| 刘利平 | 柯伟良        | 柯伟良 特殊儿 |
| 卢政扬 | 柯志明        | 柯志明 伟良之父亲 |
| 黄淑英 | 蔡美美        | 蔡美美 伟良之母亲 |
| 陈莉莉 | 陈幕莲        | 陈幕莲 客户 |
| 颜子斌 | 何耀权        | 何耀权 讲坛天使 |
| 吕爱琼 | 唐彩烨        | 唐彩烨 唐温馨之母亲 与第3集30年后温馨的母亲被离家出走 于第29集游念辉的绑架案全部被送去人狱 于第30集温馨的女儿已经恢复正常当母亲 全部一家人已经出狱被印尼警察游念辉被抓去关和萧正宇被人狱                                                                    |
| 林玉恩 | 小温馨        | 小温馨 唐彩烨之女儿 游念辉之女儿 与第3集30年后温馨的母亲被离家出走 |
| 叶俊岑 | 谢泽辉        | 谢泽辉 谢泽辉之唐彩烨之前婚姻 于第22集谢泽辉与被判入狱 |
| 叶丰辉 | 董正鸿        | 董正鸿 谢泽辉之客户 |
| 陈玄祖 | Alan          | Alan 谢泽辉之客户 |
| 蔡子洋 | 刘锦原        | 刘锦原 诈骗家人 |
| 黎艳琼 | 苏佩蓉        | 苏佩蓉 诈骗家人 |
| 陈鸿   | 谢润田        | 谢润田 谢泽辉之父亲 |
| 庞家阳 | 邻居青年      | 邻居 邻居家里 |
| 李彦琪 | 罗副检        | 罗副检 许仁广泌尿专科的副检 |
| 梁金龙 | 王副检        | 王副检 办公楼 |
| 余丽莎 | 推事          | 推事 法律人物 |
| 王鼎   | 何贵峰        | 何贵峰 萧律师的客户 |
| 黄明达 | 赵宏量        | 赵宏量 萧律师的客户 |
| 陈碧琴 | 周品涵        | 周小姐 唐律师的客户 于第22集被自杀 于第23集已出院 |
| 黄文光 | 苏进财        | 苏进财 客户 |
| 谢志康 | 司机          | 德士司机 德士车主 |
| 李伟祥 | Eric          | Eric 办公楼助理 |
| 李岩哲 | Micheal Wong  | 王律师 变态律师 于第1集被送去警察局人狱 |
| 周丽淇 | Sandy         | Sandy Elsa Care办公楼的客户 |
| 蓝正亮 | Charlie       | Charlie Elsa Care办公楼的客户 |
| 黄国权 | 邻国理事      | 邻国理事 办公楼 |
| 王嘉韵 | Janet Lee     | Janet Elsa Care牛奶粉名牌集团 于第29集被送去监狱 |
| 演琳   | 卢燕萍        | 卢女士 客户 |
| 曾添同 | 白展鹏        | 白展鹏 律师办公楼 顾美芳的客户 |
| 沈美美 | 阿东嫂        | 阿东嫂 家事 |
| 颜婉妮 | 店员          | 店员 娃娃店铺 |
| 岑玮信 | Mark Tan      | Mark 客户 |
| 刘淑婷 | 赵小婷        | 赵小婷 客户 |
| 赖怡良 | 赵法官        | 赵法官 法庭 |

## 轶事
- 此劇在2018年4月5日正式開鏡拍攝。
- 此劇为新傳媒製作 (馬來西亞) 有限公司的最后第一部电视剧，因为新传媒私人有限公司已撤离马来西亚市场。
- 2020年6月21日，小玉深夜宣布结束与庄惟翔2年恋情，并强调两人再无任何瓜葛。[5][6]

## 电视节目的变迁
- 关于马来西亚华语电视剧和电视电影列表，参见首要媒体剧集列表。

| 马来西亚 八度空间 原创强档 星期一至四 21:30-22:30 | 马来西亚 八度空间 原创强档 星期一至四 21:30-22:30                                                                                      | 马来西亚 八度空间 原创强档 星期一至四 21:30-22:30 |
| --- | --- | ------------------------------------------------- |
| | 师出名门 （第1-20集） （2020.05.04 - 2020.06.04） P13                                                                                  |                                                   |
| 苦力 （2020.03.11 - 2020.04.30） | 庆余年 （第17-46集） （2020.06.08 - 2020.07.28） （21:00 - 22:00） 师出名门 （第21-30集） （2020.06.08 - 2020.06.24）（22:00 - 23:00） |                                                   |
| 原创强档 星期一至四 22:00-23:00 | |                                                   |
| 星期一至四：师出名门 （第1-20集）（21:30- 22:30） （2020.05.04 - 2020.06.04）星期一至二：一半的一半 （第1-7集） （2020.05.12 - 2020.06.02）（22:30 - 23:30）星期三至四：爱的警报器 （第1-6集） （2020.05.20 - 2020.06.04） （22:30 - 23:30） | 师出名门 （第21-30集） （2020.06.08 - 2020.06.23） P13                                                                                 | 一切从昏睡开始 （2020.06.24 - 2020.07.28）        |
| 星期六和日 09:30－10:30 | |                                                   |
| 逆行者 （重播） （2021年6月26日 - 2021年9月18日） | 师出名门 （重播） （2021年9月19日－2022年1月1日) P13                                                                                   | —                                                 |